# Ama Tutu Muna
Ama Tutu Muna (Limbe, 17 luglio 1960) è una politica camerunese, ministro delle arti e della cultura dal 2007 al 2015.

## Primi anni ed educazione
Muna è nata a Limbe, nella provincia sud-occidentale, il 17 luglio 1960. È la più giovane di otto figli nati da Salomon Tandeng Muna, ex primo ministro del Camerun occidentale e poi vicepresidente del Camerun, e Elizabeth Fri Ndingsa. Fra i suoi fratelli ci sono Bernard Muna, presidente dell'Alliance of Progressive Forces, e Akere Muna, presidente del Consiglio internazionale per la lotta alla corruzione.
Muna ha studiato linguistica all'Università di Montréal in Canada, laureandosi nel 1983.

## Carriera
Muna è stata Segretario di Stato presso il Ministero dell'economia a Limbe dal dicembre 2004. È stata nominata Ministra delle Arti e della Cultura nel 2007. Muna ha avviato la Mbengwi Women Cooperative per combattere la difficile situazione della donna nelle zone rurali e ha fondato il Forum femminile nord-occidentale (North West Women’s Forum).
Nel 2014, Muna è stata criticata per il trasferimento di manufatti culturali dalla regione nord-occidentale a Yaounde. Il 22 maggio 2015, il Primo Ministro Philemon Yang ha dato a Muna quarantotto ore per sciogliere la nuova struttura per i diritti degli autori (SOCACIM) che aveva creato. È stata rimossa dalla sua carica ministeriale in un rimpasto governativo del presidente Paul Biya il 2 ottobre 2015, in seguito a notizie secondo cui aveva mal amministrato miliardi di franchi negli royalties agli autori. A febbraio 2016, lo staff ha cercato di rimuovere Muna dalla sua villa ministeriale di Bastos, di proprietà statale, ma lei si è rifiutata, affermando di aver preso accordi per comprarla. A settembre 2016, non si era ancora trasferita.

## Vita privata
Muna ha avuto un figlio, Efemi Nkweti Muna, nato nel 1987, che è rimasto ucciso in un incidente automobilistico l'8 febbraio 2014.